# Lars Hernquist
Lars E. Hernquist (* 14. Dezember 1954 in Princeton (New Jersey)) ist ein US-amerikanischer theoretischer Astronom und Astrophysiker. Er ist Mallinckrodt Professor am Harvard-Smithsonian Center for Astrophysics.

## Leben
Hernquist, der  Sohn des Physikers Karl Gerhard Hernquist, studierte an der Cornell University mit dem Bachelor-Abschluss 1975 und wurde 1985 bei Roger Blandford am Caltech promoviert. Als Post-Doktorand war er an der University of California, Berkeley und 1987 bis 1990 am Institute for Advanced Study und 1990/91 an der Princeton University. Ab 1991 war er Assistant Professor für Astronomie am Lick Observatory der University of California, Santa Cruz. Seit 1998 ist er Professor am Harvard-Smithsonian Center for Astrophysics.
Er ist bekannt für seine Untersuchungen der dynamischen Entwicklung von Galaxien und der Erklärung der Entstehung ihrer Formen aus der aus Prozessen wie der Verschmelzung mit anderen Galaxien in der Vergangenheit. Dabei simuliert er deren Entwicklung auf Supercomputern. Ein analytisches Modell der Verteilung dunkler Materie in Galaxien (Herquist Profil) ist nach ihm benannt. Er untersucht auch stark magnetisierte Neutronensterne und andere kompakte Objekte.
1987 bis 1990 war er am Institute for Advanced Study. Er war Sloan Research Fellow (1991–1993) und ist Fellow der American Academy of Arts and Sciences sowie seit 2008 Mitglied der National Academy of Sciences. Für 2020 erhielt er (gemeinsam mit Volker Springel) den Gruber-Preis für Kosmologie.

## Schriften
- An Analytical Model for Spherical Galaxies and Bulges, Astroph. J., Band 356, 1990, S. 359
- mit Tiziana Di Matteo, Volker Springel: Energy input from quasars regulates the growth and activity of black holes and their host galaxies, Nature, Band 433, 2005, S. 604–607